# 東瀛武將
東瀛武將（日语：トーセンシャナオー），是日本純種競賽馬匹。生涯主要出戰中距離賽事，曾爆冷勝出2006年聖烈特紀念。

## 出賽前
2003年3月24日出生於北海道門別町（今日高町）三城牧場，成長途中被馬主島川隆哉購入。
其後交由栗東訓練中心練馬師森秀行訓練。

## 競賽生涯

### 2歲
2005年9月10日出戰阪神競馬場2歲新馬戰，但一直處於後方位置下在直路未能順利推進，最終僅跑獲第八的戰績。
12月再度挑戰2歲未勝利戰，然而本次和新馬戰時的情況相同，一直留守在中後方位置下在直路毫無衝勢，最終以第九落敗。

### 3歲
2006年年初在3歲未勝利戰以先頭集團展開推進但失速落敗後，陣營安排其前方地方角逐未勝利戰級別的綠色盃。比賽開始後，其順利在前方位置保持走勢，於通過彎道時開始發力迫近對手，最終成功超前下以頸位壓贏對手取得首勝。
其後返回中央出戰公開賽若葉錦標，比賽初段選擇於第二的位置推進，在彎道處開始逐步取位望空。進入直路後，其以不俗的走勢展開衝刺突圍並一度取得領先，可惜稍為力弱下敗於Fusaichi Junk及Captain Vega取得第三。
完成以上賽事後，其選擇以條件戰級別的賽事為主軸，然而未能取得任何勝利，較佳的戰績為在首長錦標及3歲以上500萬獎金以下條件戰中取得第二及第三。
入秋後，其決定越級挑戰二級賽聖烈特紀念，賽前因為僅勝出一場賽事而為第十二人氣的冷門。比賽開始後，其順利衝出取位並保持在領放馬Nishino Answer後方的位置，在對面直路末段開始貼近對手準備發力。進入直路後，其輕鬆展現衝勢越過失速的Nishino Answer取得領先，後續繼續沿着欄杆保持走勢彈離後方的對手，最終以1 1/2優勢壓贏Tosho Scirocco率先衝線，以爆冷的姿態取得首個分級賽冠軍。
10月22日以優先出賽權的方式出戰菊花賞，本次比賽再度採用前置戰術保持在第二的位置，然而在比賽途中受到步速影響以及未能適應3000米途程下在直路大幅失速，最終以以第十六大敗。
其後出戰日本盃及有馬紀念和年長賽駒對決，但均未有優秀表現下分別以第九及第十四落敗。

### 4歲
進入2007年，其在年初轉戰泥地並以二月錦標作為目標，但在直路再度未能維持走勢失速之下以尾二第十五慘敗。
完成二月錦標後，其進入長期休養的狀態未有繼續出賽，同時轉往美浦訓練中心練馬師中川公成的馬房。

### 5歲
2008年8月終於在天之川特別復出，但未有過於亮眼的表現下在直路不斷後退以第八落敗，其後的彩虹錦標亦僅能跑獲第五。
在上述賽事失利後，陣營意識到其可能再不適合出賽，因而安排其退役。

### 詳細賽績
| 日期       | 舉辦國家 | 馬場 | 距離   | 級別 | 賽事名稱             | 負重 | 騎師     | 馬號 | 出馬 | 名次 | 時間   | 頭馬（二馬）       |
| ---------- | -------- | ---- | ------ | ---- | -------------------- | ---- | -------- | ---- | ---- | ---- | ------ | ------------------ |
| 10/9/2005  | 日本     | 阪神 | 草1400 |      | 2歲新馬              | 54   | 後藤浩輝 | 6    | 16   | 8    | 1:23.9 | Eishin Lovely      |
| 17/12/2005 | 日本     | 阪神 | 泥1800 |      | 2歲未勝利            | 55   | 小牧太   | 11   | 15   | 9    | 1:59.7 | Meiner Travel      |
| 8/1/20006  | 日本     | 京都 | 泥1800 |      | 3歲未勝利            | 56   | 藤田伸二 | 5    | 14   | 9    | 1:55.9 | Captain Vega       |
| 13/2/2006  | 日本     | 佐賀 | 泥1400 |      | 綠色盃               | 56   | 安藤勝己 | 10   | 12   | 1    | 1:31.4 | （Excel Clever）   |
| 18/3/2006  | 日本     | 阪神 | 草2000 | OP   | 若葉錦標             | 56   | 吉原寬人 | 5    | 10   | 3    | 2:03.4 | Fusaichi Junk      |
| 16/4/2006  | 日本     | 阪神 | 草2000 |      | 大花四照花賞         | 56   | 藤岡佑介 | 9    | 9    | 4    | 2:04.5 | B of the Bang      |
| 6/5/2006   | 日本     | 東京 | 草2000 | OP   | 首長錦標             | 56   | 薄奇能   | 8    | 17   | 3    | 2:00.3 | Victory Run        |
| 25/6/2006  | 日本     | 京都 | 草2400 |      | 聖護院特別           | 53   | 薄奇能   | 5    | 11   | 5    | 2:28.4 | King of Winner     |
| 23/7/2006  | 日本     | 小倉 | 草2000 |      | 英彥山特別           | 54   | 武豐     | 10   | 14   | 9    | 2:01.9 | K G Tsuyoshi       |
| 2006/08/19 | 日本     | 新潟 | 草2200 |      | 3歲以上500萬獎金以下 | 54   | 後藤浩輝 | 3    | 15   | 2    | 2:13.6 | D S Harrier        |
| 17/9/2006  | 日本     | 中山 | 草2200 | GII  | 聖烈特紀念           | 56   | 嚴禮善   | 9    | 17   | 1    | 2:13.1 | （Tosho Scirocco） |
| 22/10/2006 | 日本     | 京都 | 草3000 | GI   | 菊花賞               | 57   | 嚴禮善   | 11   | 18   | 16   | 3:05.1 | 風之歌             |
| 26/11/2006 | 日本     | 東京 | 草2400 | GI   | 日本盃               | 55   | 後藤浩輝 | 5    | 11   | 9    | 2:26.7 | 大震撼             |
| 24/12/2006 | 日本     | 中山 | 草2500 | GI   | 有馬紀念             | 55   | 勝浦正樹 | 14   | 14   | 14   | 2:34.0 | 大震撼             |
| 17/2/2007  | 日本     | 東京 | 泥1600 | GI   | 二月錦標             | 57   | 横山典弘 | 16   | 16   | 15   | 1:36.7 | Sunrise Bacchus    |
| 17/8/2007  | 日本     | 新潟 | 草2000 |      | 天之川錦標           | 57   | 村田一誠 | 1    | 11   | 8    | 1:59.2 | Cosmo Platina      |
| 14/9/2007  | 日本     | 中山 | 草2000 |      | 彩虹錦標             | 57   | 村田一誠 | 1    | 14   | 5    | 2:01.0 | Opera Bravo        |

## 退役後
退役後，東瀛武將並未入種，而是在福島縣南相馬市TAKANO馬房進行養老生活，同時亦有參與當地活動相馬野馬追。
2011年，因東北地方太平洋近海地震受損，加上福島第一核電站事故之影響，其被暫時轉移至北海道日高町五輪育成牧場，在2012年5月返回TAKANO馬房。
2019年，其被發現死亡，享年16歲。

## 血統簡介
父系週日寧靜是美國三冠賽雙冠馬，退役後在日本配種，在日本馬壇相當成功，贏得多項分級賽事，其子嗣贏得巨額獎金，連續12年成為日本冠軍種馬。祖父Halo爲美國賽駒，曾贏得一級賽冠軍，爲美國冠軍種馬。
母系Jono Angel為日本賽駒，生涯僅勝出分級賽級別的賽事。外祖父Tosho Boy為日本賽駒，生涯戰績優秀，曾勝出皋月賞及有馬紀念，因其強大的加速力及末腳速度而被稱爲「天馬」。

### 血統表
| 父線：週日寧靜系（Halo系）       |                             |                  |                  |
| 種馬 週日寧靜 1986年（棕色）     | Halo 1969年（棕色）         | Hail to Reason   | Turn-to          |
| 種馬 週日寧靜 1986年（棕色）     | Halo 1969年（棕色）         | Hail to Reason   | Nothirdchance    |
| 種馬 週日寧靜 1986年（棕色）     | Halo 1969年（棕色）         | Cosmah           | Cosmic Bomb      |
| 種馬 週日寧靜 1986年（棕色）     | Halo 1969年（棕色）         | Cosmah           | Almahmoud        |
| 種馬 週日寧靜 1986年（棕色）     | Wishing Well 1975年（棗色） | Understanding    | Promised Land    |
| 種馬 週日寧靜 1986年（棕色）     | Wishing Well 1975年（棗色） | Understanding    | Pretty Ways      |
| 種馬 週日寧靜 1986年（棕色）     | Wishing Well 1975年（棗色） | Mountain Flower  | Montparnasse     |
| 種馬 週日寧靜 1986年（棕色）     | Wishing Well 1975年（棗色） | Mountain Flower  | Edelweiss        |
| 繁殖雌馬 Jono Angel 1991（棗色） | Tosho Boy 1973年（棗色）    | Tesco Boy        | Princely Gift    |
| 繁殖雌馬 Jono Angel 1991（棗色） | Tosho Boy 1973年（棗色）    | Tesco Boy        | Suncourt         |
| 繁殖雌馬 Jono Angel 1991（棗色） | Tosho Boy 1973年（棗色）    | Social Butterfly | Your Host        |
| 繁殖雌馬 Jono Angel 1991（棗色） | Tosho Boy 1973年（棗色）    | Social Butterfly | Wisteria         |
| 繁殖雌馬 Jono Angel 1991（棗色） | Zambesi 1985年（棗色）      | 北方風味         | 北地舞人         |
| 繁殖雌馬 Jono Angel 1991（棗色） | Zambesi 1985年（棗色）      | 北方風味         | Lady Victory     |
| 繁殖雌馬 Jono Angel 1991（棗色） | Zambesi 1985年（棗色）      | Yodo Senryo      | El Centauro      |
| 繁殖雌馬 Jono Angel 1991（棗色） | Zambesi 1985年（棗色）      | Yodo Senryo      | Lily of the Nile |
| 雌系：號族：10-a                 |                             |                  |                  |
| 五代內近親交配：無               |                             |                  |                  |

## 命名由來
名字中，Tosen（トーセン）是馬主島川隆哉的冠名，是其姓氏島川的音讀，香港以同音的「東瀛」作為翻譯，Shana O（シャナオー）出自平安時代武將源義經之法名：遮那王，香港則直接取背後來源，翻譯為「武將」。

## 外部連結
- 東瀛武將 netkeiba.com （页面存档备份，存于）
- 血統表 （页面存档备份，存于）